# Afroneta basilewskyi
Afroneta basilewskyi är en spindelart som beskrevs av Holm 1968. Afroneta basilewskyi ingår i släktet Afroneta och familjen täckvävarspindlar.
Artens utbredningsområde är Tanzania. Inga underarter finns listade i Catalogue of Life.